# Wapen van Steenwijk

Het oude wapen van de stad Steenwijk

Het wapen van Steenwijk werd op 24 november 1819 aan de toenmalige gemeente Steenwijk toegekend. In 1980 heeft de gemeente een nieuw wapen aangevraagd en gekregen. Sinds 2003 is ook het tweede wapen niet langer in gebruik, dat jaar is de gemeente opgegaan in de nieuw gevormde gemeente Steenwijkerland. Het wapen van Steenwijk kent een nieuw leven (in gewijzigde kleur) als hartschild op het wapen van Steenwijkerland. 

## Geschiedenis
Steenwijk verkreeg vermoedelijk in de 13e eeuw stadsrechten. In 1327 werden deze stadsrechten bevestigd en uitgebreid. De oudste zegels van de stad zijn van latere datum, deze stammen uit 1417 en 1425. De zegels werden tot in de 16e eeuw gebruikt. Zij vertonen allemaal een zittende bisschop. Geen van de zegels vertonen attributen van Sint Clemens. Sint Clemens, of Paus Clemens I, wordt wel afgebeeld op het huidige wapen van Steenwijk. 
Wanneer het stadswapen is ontstaan is niet bekend, het archief van Steenwijk is tijdens een brand in 1523 tijdens de inname van de stad volledig vernietigd. Wel is bekend dat aan het einde van diezelfde eeuw de stad op Spaanse munten haar wapen sloeg, om de waarde van de munten te garanderen. Het stadswapen vertoonde toen al een anker. Het anker is een van de symbolen voor Sint Clemens, hij is als martelaar verdronken met een anker om zijn nek.

Naast dit zegel ontstaat er ook een grootzegel waarop hetzelfde schild met anker staat, maar dit schild wordt gehouden door een paus met tiara. Dit zegel, en andere zegels, hebben model gestaan voor het stadswapen dat in 1819 is aangevraagd door de toenmalige gemeente Steenwijk.
De stad heeft in 1815 al een aanvraag ingediend, hierbij werden geen kleuren vermeld. Doordat er geen kleuren werden vermeld in de aanvraag is het wapen uitgevoerd in de rijkskleuren: blauw schild met gouden voorstelling. Het schild was oorspronkelijk verdeeld door een streepkruis met daaroverheen het anker. Uiteindelijk is het streepkruis niet in het wapen opgenomen. 
Omdat bleek dat het wapen van de gemeente niet historisch correct uitgevoerd bleek te zijn, werd in 1951 getracht om de historische kleuren opnieuw ingevoerd te krijgen. Het schild zou dan van zilver worden met daarop rood over het geheel een zwart anker. Omdat de Hoge Raad van Adel een symbool voor de paus en de paus als schildhouder te veel vond werd besloten om van wijziging af te zien.

### Nieuwe wapen
Op 14 november 1980 verkreeg de gemeente haar nieuwe en daarmee tweede wapen. Dit werd op 25 mei 1972 aangevraagd naar aanleiding van een gemeentelijke fusie. De gemeente Steenwijk was gefuseerd met Steenwijkerwold. Het verkrijgen van het nieuwe wapen duurde uiteindelijk ruim zes jaar. In deze zes jaar werden meerdere ontwerpen ingediend en ook de Raad van State heeft in deze zaak uitspraak moeten doen.
Op 25 mei 1972 heeft Mr. G. A. Bontekoe bij de nieuwe gemeente Steenwijk meerdere ontwerpen voor een nieuw wapen ingediend. De gemeente heeft uiteindelijk voor een specifiek ontwerp gekozen. Dit ontwerp week volgens de Hoge Raad van Adel te veel af van het oude wapen. Het nieuwe ontwerp was geheel zwart met zilver. In het midden stond er een ruit met daaroverheen twee halve cirkels. Van dit voorstel is in het uiteindelijke wapen alleen de ruit overgebleven in de vorm van de burcht. Maar ook de twee schuine rode ankerkruisjes. Deze rode kruisjes staan symbool voor IJsselham. De stad werd tussen oktober 1580 en februari 1581 belegerd door Rennenberg, omdat de troepen in Steenwijk zich niet overgaven, ondanks dat zij bestookt werden door brandende kogels, staat de gesloten burcht daar symbool voor. 
Naar ontwerp van Bontekoe had Paus Clemens geen tiara gekregen, hierop kwam protest waardoor uiteindelijk werd besloten om de paus toch een pauselijke tiara op te geven. Nadat de Hoge Raad van Adel het nieuwe ontwerp ontving werd een brief teruggestuurd naar de gemeente waarin duidelijk werd gemaakt dat de Raad niet akkoord ging omdat het wapen te veel afweek van het oude wapen van de gemeente Steenwijk. Omdat de gemeente dezelfde naam behield was het dus meer gebruikelijk dat ook het wapen behouden zou blijven, kleine aanpassingen zijn dan wel toegestaan. Ook het feit dat het ontwerp zeer complex was en niet gebruikelijk voor Nederland maakte dat de Hoge Raad van Adel bezwaar had tegen dit wapen.
Naar aanleiding van de weigering van de Hoge Raad van Adel besloot de minister van Binnenlandse Zaken om het wapen niet toe te kennen. Hierop ontstond een briefwisseling die tot 1976 duurde, toen stapte de gemeente naar de Raad van State, deze deed in 1977 uitspraak ten nadele van de gemeente. Hierna werd een gewijzigd ontwerp ingediend: een ruit zonder de halve cirkels, met verder dezelfde elementen. Ook dit ontwerp werd geweigerd. Uiteindelijk werd het huidige wapen aangevraagd; de kogel en de burcht zijn verdwenen en de ruit is veranderd in de burcht met vesting. Het anker en de kruisjes zijn niet gewijzigd.

## Blazoen
Omdat er twee wapens zijn geweest, zijn er ook twee officiële tekeningen en bijhorende beschrijvingen.

### Eerste wapen
Het eerste wapen had de volgende beschrijving:
Van lazuur, beladen met een goud anker. Het schild gedekt door een gouden kroon van vijf bladeren en van achter vastgehouden door de H. Clemens van goud.
Het schild is blauw van kleur met daarop een gouden anker. Over het anker heen is nog een gouden dwarsbalk, met de dikte van een streep, geplaatst. Deze balk wordt in het blazoen niet genoemd. Achter het schild staat de heilige Clemens, ook hij is van goud. Het schild wordt gedekt door een markiezenkroon met vijf bladeren, eveneens van goud.

### Tweede wapen
De beschrijving van het tweede wapen luidt als volgt:
In goud een paalsgewijs geplaatste, aan de 4 hoeken gebastionneerde schanswal van zilver, geboord van azuur, gevuld van sabel, waarbinnen een anker van zilver, de stok gespijkerd en versterkt van goud, de schanswal rechts- en linksboven vergezeld van een ankerkruisje van keel. Het schild gedekt door een gouden kroon van 5 bladeren en ter linkerzijde gehouden door de H.Clemens, als paus, van natuurlijke kleur, gekleed in een onderkleed van zilver, bovenkleding van keel en een pallium van zilver met kruisen van sabel, gekroond met een tiara en houdende met de linkerhand een kruisstaf, beide van goud.
Het schild is goud van kleur. Over het schild is een zilveren schanswal geplaatst met op de vier hoeken bastionnen. Om de schanswal is een blauwe rand geplaatst, de schanswal is van binnen zwart gevuld. In het zwart is een zilveren anker geplaatst. Het anker heeft op de stok gouden spijkers. In de linker en rechterbovenhoeken van het schild staan rode ankerkruizen. Ook dit wapen wordt gehouden door Sint Clemens, hij is gekleed als paus en heeft een natuurlijke huidskleur. Zijn gewaad is gekleurd: het onderkleed is zilver en het bovenkleed is rood. Het pallium is zilver met zwarte kruizen. De kruisstaf en tiara zijn beide van goud. Ook de kroon op het schild is goud van kleur. Het ontwerp is van Gerlof Bontekoe.